# Muriel Cousin
Pour les articles homonymes, voir Cousin.
Muriel Cousin, née le 31 janvier 1966 à Saint-Cloud (Hauts-de-Seine), est une animatrice de radio et de télévision, ainsi qu'une metteuse en scène française. 
Elle est autrice de chroniques pour son compte ou pour celui de Stéphane Guillon, son ex-mari.

## Formation et activités professionnelles

### Études
Après avoir obtenu son baccalauréat, elle réalise un cursus à Sciences Po en 1992.[réf. nécessaire]

### Radio
Elle est chroniqueuse dans Le Fou du roi sur France Inter aux côtés de Stéphane Bern entre 2000 et 2010.
A la fin des années 2000, elle coprésente C'est quoi ce bordel ? avec Laurent Baffie sur Europe 1. Lorsque l'émission est reprogrammée sur Rire et chansons, elle revient régulièrement à ce poste, en alternance avec Marie Lecoq, Koxie et Maryse Gildas. sur Europe 1.

### Télévision
Elle participe dans La Classe sur France 3 en 1994.
Parallèlement, elle débute comme chroniqueuse dans Coucou c'est nous ! durant la saison 1993-1994 en remplacement de Sophie Favier, puis officie comme chroniqueuse dans l'éphémère émission Tout le toutim de Christophe Dechavanne au dernier semestre 1994.
En 1996, elle participe à l'émission Fort Boyard, aux côtés notamment de Bruno Solo et Jean-Luc Reichmann.
Entre 2003 et 2005, elle intervient quotidiennement dans l'émission 20 h 10 pétantes sur Canal+,.
Entre septembre 2010 et mars 2011, elle est chroniqueuse dans l'émission Touche pas à mon poste !, présentée par Cyril Hanouna sur France 4.

### Mise en scène
Elle assure la mise en scène des spectacles et anciennement la co-écriture des chroniques sur France Inter de son mari, Stéphane Guillon.

## Vie privée
Muriel Cousin a été mariée à Valéry Zeitoun avec qui elle a eu trois enfants.
De 2005 à 2018, elle est en couple avec l'humoriste Stéphane Guillon avec qui elle a eu une fille, Violette, née en 2006. Ils se sont mariés le 24 septembre 2011 à Ville-d'Avray. Ils se séparent en 2018.
En 2020, elle affirme sur Twitter avoir été victime de viol à l'âge de 14 ans. Le 10 février 2024 elle affirme sur le plateau de l'émission C l'hebdo sur France 5 avoir été victime d'agressions sexuelles de la part de Gérard Miller lorsqu'elle avait 25 ans,.